# Waraji

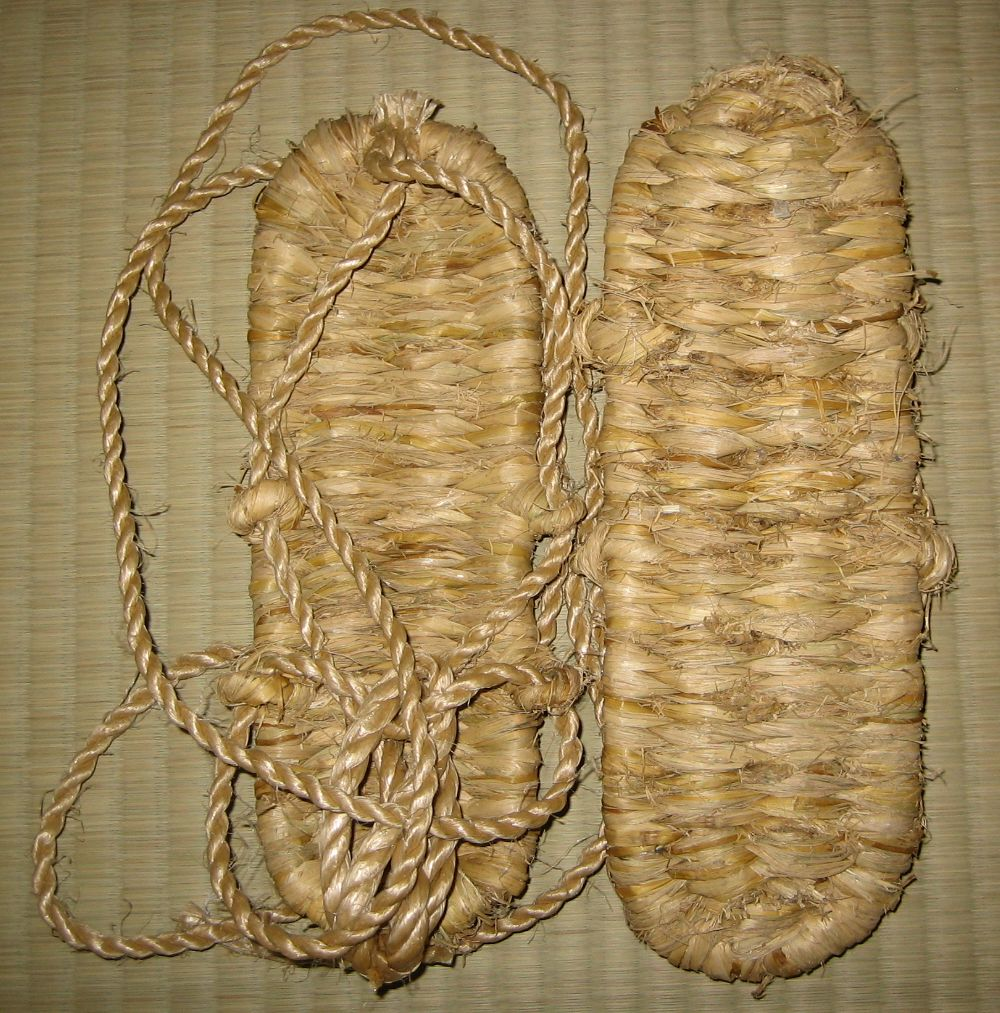
Waraji

Waraji [w̜aɺadʑi] (jap. 草鞋) sind traditionelle, japanische Sandalen oder Halbschuhe mit Schnürriemen.
Waraji werden aus verschiedenen dauerhaften Pflanzenfasern gefertigt, zum Beispiel aus Hanf, Myouga-Ingwer, Bambusfasern, Baumwollschnüren und Reisstroh. Sie stammten ursprünglich aus China und wurden während der späten Nara-Zeit eingeführt. Im alten Japan waren sie die Fußbekleidung der einfachen Leute, speziell der Bauern und Feldarbeiter. Im Laufe der Edo-Zeit wurde das Tragen von Waraji auch unter Samurai populär – im gleichen Maße, wie sich auch der Kampf zu Fuß durchsetzte. Heutzutage werden sie in erster Linie von traditionell orientierten buddhistischen Mönchen getragen. Sind sie abgenutzt, werden die Waraji einfach verbrannt.
Die Waraji werden je nach Zweck auf verschiedene Art gebunden und bezeichnet. Ein Mönch bindet sie also anders als ein Bauer, ein Soldat oder ein Städter. Die einfachen Waraji konnten zu jeder Jahreszeit getragen werden, im Winter wurde eine leicht überstehende Form namens Fukagutsu über den Socken getragen. Sie galten als besonders rutschfest.